# Генрикув (Козеницький повіт)
Генрикув (пол. Henryków) — село в Польщі, у гміні Ґловачув Козеницького повіту Мазовецького воєводства.
Населення — 27 осіб (2011).
У 1975-1998 роках село належало до Радомського воєводства.

## Демографія
Демографічна структура станом на 31 березня 2011 року:
|          | Загалом | Допрацездатний вік | Працездатний вік | Постпрацездатний вік |
| -------- | ------- | ------------------ | ---------------- | -------------------- |
| Чоловіки | 13      | 1                  | 9                | 3                    |
| Жінки    | 14      | 1                  | 8                | 5                    |
| Разом    | 27      | 2                  | 17               | 8                    |